# Prąd Transarktyczny

Główne prądy morskie Oceanu Arktycznego: Wir Morza Beauforta (ang. Beaufort Gyre)(żółty) i Prąd Transarktyczny (niebieski)

Prąd Transarktyczny – prąd morski płynący na Oceanie Arktycznym, transportujący wodę z Morza Łaptiewów i Morza Wschodniosyberyjskiego w kierunku Atlantyku. U wybrzeży Grenlandii wodę z tego prądu przejmuje Prąd Wschodniogrenlandzki.
Prąd ten transportuje wodę i lód ze średnią prędkością 2,4 km/dobę. Na jego natężenie i kierunek przepływu w długiej skali czasu mają wpływ oscylacja północnoatlantycka i oscylacja arktyczna. W ujemnej fazie oscylacji wyż arktyczny jest silny i lód dryfuje bezpośrednio z wybrzeży Syberii ku cieśninie Fram między Grenlandią a Svalbardem. W dodatniej fazie oscylacji wyż jest słaby i wiatry powierzchniowe wymuszają ruch mas wody z Morza Łaptiewów przez Morze Beauforta i dopiero stamtąd w kierunku Atlantyku.

## Historia badań

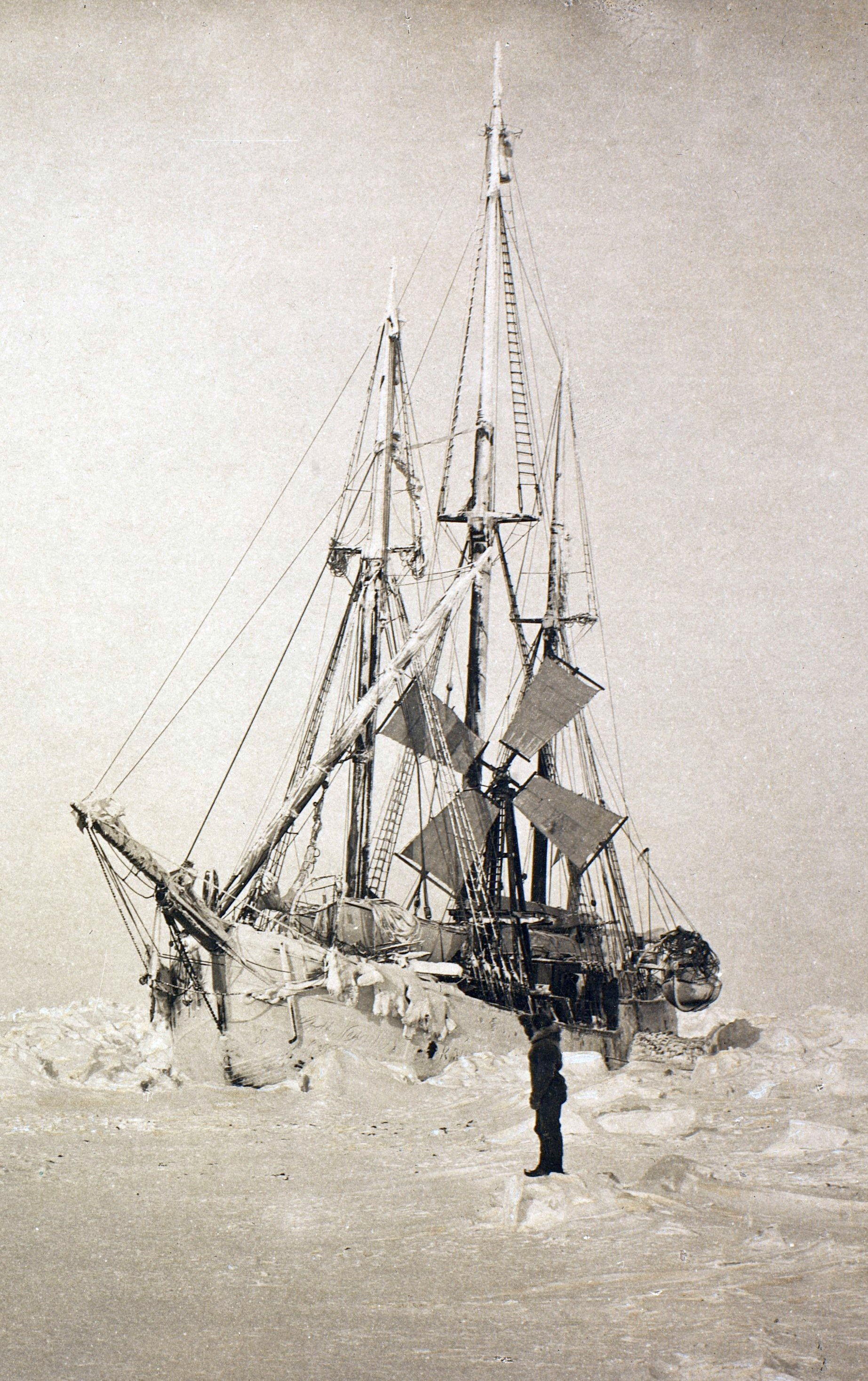
Fram w lodach Arktyki, marzec 1894

Istnienie prądu przenoszącego wodę, lód i pnie drzew z Syberii ku Grenlandii było podejrzewane już pod koniec XIX wieku, jednak koronnym dowodem na potwierdzenie istnienia takiego prądu stało się znalezienie na Grenlandii szczątków statku Jeanette z wyprawy George’a De Longa, tragicznie zakończonej kilka lat wcześniej na Syberii. W latach 1893–1896 norweski badacz Fridtjof Nansen podjął próbę osiągnięcia bieguna północnego za pomocą statku Fram, który, wmrożony w lód, dryfował z Prądem Transarktycznym. Biegun nie został wówczas zdobyty, ale potwierdzono istnienie prądu i przeprowadzono liczne badania oceanograficzne.
Od 1937 radzieccy badacze prowadzili badania Oceanu Arktycznego z wykorzystaniem ponad trzydziestu stacji badawczych Siewiernyj polus (ros.Северный полюс), dryfujących z Prądem Transarktycznym. Prąd został opisany przez Piotra Szyrszowa z ekspedycji SP-1.
W latach 2007–2008 wyprawa Tara Arctic prowadziła badania zmian klimatu w Arktyce, wzorem Nansena dryfując statkiem wmrożonym w lód.